# Tiro con arco en los Juegos Paralímpicos de París 2024
El Tiro con arco en los Juegos Paralímpicos de París 2024 se llevó a cabo del 29 de agosto al 5 de septiembre en la Esplanade des Invalides en París, Francia y contó con la participación de 137 atletas de 47 países.

## Resultados
| Evento                         | Oro                                           | Plata                                                | Bronce                              |
| ------------------------------ | --------------------------------------------- | ---------------------------------------------------- | ----------------------------------- |
| Individual Masculino           | Jason Tabansky                                | Han Guifei                                           | Zhang Tianxin                       |
| Individual Femenino            | Chen Minyi                                    | Šárka Musilová                                       | Tereza Brandtlová                   |
| Equipo Mixto                   | China Chen Minyi Zhang Tianxin                | República Checa · David Drahonínský · Šárka Musilová | Italia · Daila Dameno · Paolo Tonon |
| Individual Compuesto Masculino | Matt Stutzman                                 | Ai Xinliang                                          | He Zihao                            |
| Individual Compuesto Femenino  | Öznur Cüre                                    | Fatemeh Hemmati                                      | Jodie Grinham                       |
| Equipo Compuesto Mixto         | Reino Unido Jodie Grinham Nathan MacQueen     | Irán Fatemeh Hemmati Hadi Nori                       | India Rakesh Kumar Sheetal Devi     |
| Individual Recurvo Masculino   | Harvinder Singh                               | Łukasz Ciszek                                        | Mohammad Reza Ameri                 |
| Individual Recurvo Femenino    | Wu Chunyan                                    | Wu Yang                                              | Elisabetta Mijno                    |
| Equipo Recurvo Mixto           | Italia · Elisabetta Mijno · Stefano Travisani | Turquía Merve Nur Eroğlu Sadık Savaş                 | Eslovenia Živa Lavrinc Dejan Fabčič |

## Medallero
| Núm. | País                          | Oro | Plata | Bronce | Total |
| ---- | ----------------------------- | --- | ----- | ------ | ----- |
| 1    | República Popular China (CHN) | 3   | 3     | 2      | 8     |
| 2    | Estados Unidos (USA)          | 2   | 0     | 0      | 2     |
| 3    | Turquía (TUR)                 | 1   | 1     | 0      | 2     |
| 4    | Italia (ITA)                  | 1   | 0     | 2      | 3     |
| 5    | Reino Unido (GBR)             | 1   | 0     | 1      | 2     |
| 5    | India (IND)                   | 1   | 0     | 1      | 2     |
| 7    | República Checa (CZE)         | 0   | 2     | 1      | 3     |
| 7    | Irán (IRI)                    | 0   | 2     | 1      | 3     |
| 9    | Polonia (POL)                 | 0   | 1     | 0      | 1     |
| 10   | Eslovenia (SLO)               | 0   | 0     | 1      | 1     |